# 262 î.Hr.

## Nașteri
- dată necunoscută: Apoloniu din Perga  (d. 190 î.Hr.)